# 2686 Linda Susan
2686 Linda Susan је астероид главног астероидног појаса са средњом удаљеношћу од Сунца која износи 3,002 астрономских јединица (АЈ).
Апсолутна магнитуда астероида је 11,6.